# اسپیراکس-سارکو
اسپیراکس-سارکو (انگلیسی: Spirax-Sarco) شرکت مهندسی بریتانیایی است، که در سال ۱۸۸۸ تأسیس شد.